# Seznam helikopterjev
Seznam helikopterjev.
| Seznam vojaških helikopterjev | Seznam civilnih helikopterjev |

## A

### Aero
- Aero HC-2 Heli Baby
- Aero HC-3
- Aero Z-35 Heli Trainer

### Aérospatiale
- Aérospatiale Alouette
- Aérospatiale Alouette II
- Aérospatiale Alouette III
- Aérospatiale Lama
- Aérospatiale Gazelle
- Aérospatiale Puma
- Aérospatiale Super Frelon

### AgustaWestland
- Agusta A103
- Agusta A104 Helicar
- Agusta A105
- Agusta A106
- Agusta A109
- Agusta A115
- Agusta A119 Koala
- Agusta A129 Mangusta
- Agusta A129 Power
- Agusta A129 Mungo
- Westland Dragonfly
- Westland Lynx
- Westland Sea King
- Westland Scout
- Westland Sioux
- Westland Wasp
- Westland Wessex
- AH-64 Apache (z Boeingom)
- AgustaWestland EH101

## B

### Bell/Agusta
- BA609 Tiltrotor
- AB139

### Bell Helicopter Textron
- Bell 30
- Bell 47
- Bell 48
- Bell 61
- Bell AH-1 Cobra, Bell AH-1 Super Cobra (Huey Cobra)
- Bell 204
- Bell 205
- Bell 206 JetRanger, Bell 206 Long Ranger, Bell 206 Twin Ranger (družina Bell 206)
- Bell 207 Sioux Scout
- Bell 209 Huey Cobra
- OH-58 Kiowa
- Bell HUL
- Bell HSL-1
- Bell HTL
- Bell 212
- Bell 214
- Bell 222
- Bell 230
- Bell 309 King Cobra
- Bell 407
- Bell 409
- Bell 412
- Bell 427
- Bell 430
- Bell TH-13
- Bell TH-67
- UH-1 Iroquois "Huey"
- Bell XV-3
- Bell XV-15 (z Boeingom)

### Borgward
- Kolibri

### Boeing Helicopters(Piasecki Helicopter)
- Boeing HRB Sea Knight
- Piasecki HRP-1
- Piasecki HUP
- Piasecki H-16 Pathfinder
- Piasecki CH-21 Shawnee
- Piasecki H-25 Army Mule
- AH-64 Apache (z AgustaWestlandom)
- RAH-66 Comanche (z Sikorskyjem)
- CH-46 Sea Knight
- CH-47 Chinook

### Bratuchin
- Bratuchin Omega
- Bratuchin Omega II

### Bristol Aeroplane Company
- Bristol 171 Sycamore
- Bristol 192 Belvedere

## C

### Cessna
- Cessna CH-1

### Changhe
- Changhe Z11

## D

### Denel Aviation
- Denel Aviation AH-2 Rooivalk

### Dornier Flugzeugwerke
- DO 132
- Do 32 E
- Kiebitz

## E

### Enstrom
- Enstrom 28
- Enstrom 280
- Enstrom 480

### Erickson Aircrane
- S-64

### Eurocopter Group
- Eurocopter BK-117 (sodelovanje s Kawasaki Heavy Industries)
- Eurocopter EC-135
- Eurocopter EC-145
- Eurocopter Colibri
- Eurocopter Cougar
- Eurocopter Dauphin
- Eurocopter Ecureil
- Eurocopter Fennec
- Eurocopter Panther
- Eurocopter Super Puma
- Eurocopter Tiger

## F

### Fairey
- Rotodyne

## G

### Gyrodyne
- Gyrodyne DSN
- Gyrodyne RON

## H

### Hiller Aircraft Aviation
- Hiller X-44
- Hiller UH-12
- Hiller X-18
- Hiller H-23

## K

### Kaman Aircraft
- Kaman HOK
- Kaman HUK
- Kaman HU2K Seasprite
- Kaman K 225 Huskie
- Kaman SH-2 Seasprite
- Kaman K-Max

### Kamov
- Kamov Ka-8
- Kamov Ka-10 (Natova oznaka: »Hat«)
- Kamov Ka-15 (Natova oznaka: »Hen«)
- Kamov Ka-18 (Natova oznaka: »Hog«)
- Kamov Ka-20 (Natova oznaka: »Harp«)
- Kamov Ka-22 (Natova oznaka: »Hoop«)
- Kamov Ka-25 (Natova oznaka: »Hormone«)
- Kamov Ka-26 (Natova oznaka: »Hoodlum«)
- Kamov Ka-27 (Natova oznaka: »Helix A«)
- Kamov Ka-28
- Kamov Ka-29 (Natova oznaka: »Helix B«)
- Kamov Ka-31
- Kamov Ka-32 (Natova oznaka: »Helix C«)
- Kamov Ka-41
- Kamov Ka-50 (Natova oznaka: »Hokum A«)
- Kamov Ka-52 (Natova oznaka: »Hokum B«)
- Kamov Ka-60
- Kamov Ka-118
- Kamov Ka-126
- Kamov Ka-137
- Kamov Ka-226

## L

### Lockheed
- Lockheed AH-56 Cheyenne

## M

### Messerschmitt-Boelkow-Blohm
- Bölkow Bo 46
- Bölkow Bo 102 Heli Trainer
- Bölkow Bo 103
- Bölkow Bo 105
- Bölkow BO 106
- Bölkow BO 107
- Bölkow BO 108
- Bölkow BO 140
- Bölkow BP 108
- Bölkow BK 117

### McDonnell
- XV-1
- OH-6 Cayuse
- McDonnell Douglas MD 902 Explorer

### Mil Helicopters
- Mil Mi-1 (Natova oznaka: »Hare«)
- Mil Mi-2 (Natova oznaka: »Hoplite«)
- Mil Mi-4 (Natova oznaka: »Hound«)
- Mil Mi-6 (Natova oznaka: »Hook«)
- Mil Mi-8 (Natova oznaka: »Hip«)
- Mil Mi-9
- Mil Mi-10 (Natova oznaka: »Harke«)
- Mil Mi-12 (Natova oznaka: »Homer«)
- Mil Mi-14 (Natova oznaka: »Haze«)
- Mil Mi-17 (Natova oznaka: »Hip-H«)
- Mil Mi-24 (Natova oznaka: »Hind«)
- Mil Mi-26 (Natova oznaka: »Halo«)
- Mil Mi-28 (Natova oznaka: »Havoc«)
- Mil Mi-34 (Natova oznaka: »Hermit«)
- Mil Mi-35
- Mil Mi-36
- Mil Mi-38
- Mil Mi-40
- Mil Mi-42
- Mil Mi-44

## N

### NHIndustries
- NHI NH90

## P

### PZL
- PZL W-3 "Sokol"
- PZL SW-4
- PZL Kania (Kitty Hawk)

## R

### Robinson Helicopter
- Robinson R22
- Robinson R44 Raven, Clipper

## S

### Saunders Roe
- Saunders Roe Skeeter

### Schweizer Aircraft Corporation
- Schweizer 300
- Schweizer 330
- Schweizer 333

### Sikorsky Aircraft Corporation
- Sikorsky UH-19 Chickasaw (S-55)
- Sikorsky CH-37 Mojave (S-56)
- Sikorsky H-34 Choctaw (S-58)
- Sikorsky S-59
- Sikorsky S-60
- Sikorsky UH-3 Sea King (S-61)
- Sikorsky S-62
- Sikorsky CH-54 Tarhe (S-64)
- Sikorsky CH-53 Sea Stallion (S-65)
- Sikorsky S-70 ("Black Hawk«, "Pave Hawk«, "Sea Hawk«)
- Sikorsky S-72
- Sikorsky S-76
- Sikorsky CH-53E Super Stallion (S-80E)
- Sikorsky S-92
- RAH-66 Comanche (z Boeingom)
- Sikorsky X-Wing
- Sikorsky Piasecki X-49

## Y

### Yakovlev
- Yakovlev Yak-24 (NATO reporting name: »Horse«)

## Z

### Zaschka
- Zaschka Helicopter